# 伴都美子
伴都美子（日语：／ Ban Tomiko，1979年1月9日—），日本女歌手。熊本縣上益城郡山都町出身。大無限樂團（Do As Infinity）的主音歌手，於2005年樂團解散後進行個人演唱活動，至2008年樂團再組成為止。
2012年9月在演唱會上宣佈與年輕4歲的圈外男士結婚，育有兩名兒子，2018年7月離婚。
英文表記為Tomiko Van，原因是其姓氏的羅馬拼音Ban與英文的「禁止」相同，因此改為Van。特別的是伴都美子不論是在簽名板或是專輯上，正寫會是Van.草寫簽名也會特地多加一個『.』，其本人表示這樣簽名比較帥氣。

## 音樂作品
Do As Infinity 名義的作品請看Do As Infinity#作品。

### 單曲
| # | 發行日期       | 標題     | c/w曲               | Oricon最高名次 |
| - | -------------- | -------- | ------------------- | -------------- |
| 1 | 2006年6月7日   | Flower   | Brave               | 10             |
| 2 | 2006年9月27日  | 閃光     | Mosaic              | 14             |
| 3 | 2006年11月29日 | 夢路     | labyrinth           | 14             |
| 4 | 2008年6月18日  | 東京日和 | message. Hum a Tune | 18             |

### 參加樂曲
- again（專輯「Various Artists Featuring songnation」）（2002年1月23日）
- atami（Guest Vocal Tomiko Van）- El Dorado（專輯「Doppler」）（2002年3月27日）
- Cyber X feat. Van - Drive me nuts（5萬枚限定生產細碟「Drive me nuts」）（2003年4月23日）
- TRF - Truth'94 -meets Tomiko Van-（TRF細碟「Where to begin」）（2006年1月18日）

## 書籍
- Do As Infinity 伴都美子「苑」- B-Pass著（2001年3月）
- Do As Infinity 伴都美子 Artist Book—Summer Days - 中野愛子著（2001年9月）
- DO THE MUSEUM （講談社、2009年）

## 廣告
- 花王頭髮護理系列（2001年—2002年）
- 東芝手提電話「V302T」（2004年）

## 其他
- 伴都美子執筆，為樂隊Tokyo Purine的DVD畫集封面用毛筆題字「畫集」兩字。
- 動畫劇場版電影「犬夜叉紅蓮之蓬萊島」擔任奏姬的配音。
- 舞台劇「美貌青空～Guevara Che 、魂之鍊金術」擔任歌姬角色。
- 電影「東京大惡鬥（Heat Island）」演出，飾演美南。